# Chadrabalyn Lodoidamba
Chadrabalyn Lodoidamba (en cyrillique mongol Чадравалын Лодойдамба) est un écrivain mongol, deux fois lauréat du prix d'État de la République populaire de Mongolie.

## Biographie
Chadrabalyn Lodoidamba nait dans la province de Govi-Altay en 1917. Son père, Tsogtyn Chadraabal, et sa mère, Luvsangombyn Tserendezhid, était éleveurs de bovins. 
En 1921, il étudie au monastère de Gandantegchinlin. Par la suite, il entre en 1931 à l'école élémentaire de la province de Töv, puis rejoint un an plus tard un nouvel établissement créé à Oulan-Bator où il y achève ses études secondaires. De 1935 à 1938, il étudie à la faculté d'enseignement professionnel Rabfak d'Oulan-Oudé, en Bouriatie, et obtient son diplôme de machiniste en 1939.
Après l'obtention de son diplôme, il devient gardien du dépôt de la ligne ferroviaire Oulan-Bator/Nalaikh puis, sa conscience professionnelle appréciée, gravit les échelons pour devenir machiniste titulaire. De 1939 à 1941, il est recruté par l'organe central des communications pour être formateur en physique pour les futurs techniciens du télégraphe et de la radio. Il est ensuite nommé directeur adjoint du centre de la radio jusqu'en 1943.
Après avoir suivi une formation de six mois à Moscou, il devient lecteur pour l'agence centrale de la propagande et intègre du même coup le comité de rédaction du journal La Vie du Parti et prend la tête de celui de Gloire, la revue du syndicat des artistes de Mongolie. 
En 1954, il obtient une licence à l’Université nationale de Mongolie et publie son premier conte :  Malgait Chono (Le Loup au chapeau). Il part par la suite à l'Académie des sciences sociales de Moscou pour préparer une thèse de langue et littérature, qu'il soutient en 1959 avec comme sujet "Concepts et Personnages dans la dramaturgie mongole contemporaine".
En 1959, il est nommé vice-président du Bureau chargé des affaires artistiques puis en 1961 il est nommé ministre adjoint au ministère de la Culture. Entre 1950 et 1970, Lodoidamba est président du groupe d'amitié Asie/Afrique et membre de premier rang de l'Organisation mongole pour la paix. Il est élu plusieurs fois au parlement mongol, membre du Conseil de la ville d'Oulan-Bator et du Conseil des auteurs mongols. Il reçoit deux médailles, Altan Gadas et la médaille du Mérite.
La version cinématographique du réalisateur Ravjagiin Dorjpalam de son livre La Claire Tamir (1962-1967) fut très populaire.
En 1945, il épouse l'actrice Dolgorsüren Chimdiin. De cette union naquit trois filles et un fils.

## Œuvre
- Malgait Chono (cyrillique mongol Малгайтай чоно), Le loup au chapeau (1946 et 1953)
- Altaid (cyrillique mongol Алтайд), Altaï (1949 et 1951)
- Manai surguuliinkhan (cyrillique mongol манай сургуулийнхан), Nos camarades de classe (1952)
- Garyn tavan xuruu (cyrillique mongol Гарын таван хуруу), Les cinq doigts de la main (1968)
- La Tamir aux eaux limpides, Editions Transboréal, 2024 (Tungalag Tamir,cyrillique mongol Тунгалаг Тамир, 1962-1967) trad. Typhaine Cann  (ISBN 978-2-36157-326-3)